# Caledoniscincus renevieri
Caledoniscincus renevieri là một loài thằn lằn trong họ Scincidae. Loài này được Sadlier, Bauer & Colgan miêu tả khoa học đầu tiên năm 1999.